# Live at the House of Blues
«Live at the House of Blues» — второй посмертный альбом в «живом» выступлении записанный в клубе «The House of Blues» Тупаком, Снуп Доггом, Nate Dogg, групп Outlawz, и Tha Dogg Pound в 1996 году. Сборник был выпущен спустя девять лет после записи, — 3 октября 2005 года. После даты выпуска альбом достиг платинового статуса в США.
В DVD версии альбома показаны всё выступление данных исполнителей, и добавалены пять видеоклипов — «California Love» (remix), «To Live & Die in L.A.», «Hit 'Em Up», «How Do U Want It» и «I Ain’t Mad at Cha».
В России и странах СНГ дистрибьютором занята Концерн «Группа Союз».

## Список композиций
Выступления Тупака
1. «Ambitions az Ridah»
2. «So Many Tears»
3. «Troublesome»
4. «Hit ’Em Up»
5. «Tattoo Tears»
6. «All Bout U»
7. «Never Call U Bitch Again»
8. «How Do U Want It»
9. «2 of Amerikaz Most Wanted»

Выступления Снуп Догга
1. «Freek’n You»
2. «How Do You Want It»
3. «What Would U Do»
4. «Murder Was the Case»
5. «Tha Shiznit»
6. «If We All Gony Fuck»
7. «Some Bomb Azz (Pussy)»
8. «Ain’t No Fun (If the Homies Can’t Have None)»
9. «New York, New York»
10. «Big Pimpin’»
11. «Do What I Feel»
12. «G’z and Hustlas»
13. «Who am I (What’s My Name)»
14. «Me in Your World»
15. «For My Niggaz and Bitches»
16. «Doggfather»
17. «Gin and Juice»